# Municipio de Polk (condado de Madison)
El municipio de Polk (en inglés: Polk Township) es un municipio ubicado en el condado de Madison en el estado estadounidense de Misuri. En el año 2010 tenía una población de 920 habitantes y una densidad poblacional de 4,52 personas por km².

## Geografía
El municipio de Polk se encuentra ubicado en las coordenadas 37°35′17″N 90°26′49″O / 37.58806, -90.44694. Según la Oficina del Censo de los Estados Unidos, el municipio tiene una superficie total de 203.48 km², de la cual 201,73 km² corresponden a tierra firme y (0,86 %) 1,75 km² es agua.

## Demografía
Según el censo de 2010, había 920 personas residiendo en el municipio de Polk. La densidad de población era de 4,52 hab./km². De los 920 habitantes, el municipio de Polk estaba compuesto por el 98,59 % blancos, el 0,22 % eran afroamericanos, el 0,43 % eran amerindios, el 0,11 % eran asiáticos, el 0,11 % eran de otras razas y el 0,54 % eran de una mezcla de razas. Del total de la población el 1,41 % eran hispanos o latinos de cualquier raza.